# Spinturnicidae
Spinturnicidae är en familj av spindeldjur. Spinturnicidae ingår i ordningen kvalster, klassen spindeldjur, fylumet leddjur och riket djur.